# Rolf Gehring
Rolf Gehring, född 25 november 1955 i Düsseldorf, Tyskland, är en före detta professionell tennisspelare från Tyskland. Han är högerhänt.